# Давид Ігорович
Дави́д Íгорович (1055 — 25 травня 1112) — князь тмутороканський (1081–1082), волинський, дорогобузький, буський, син володимирського князя Ігора Ярославича (пом. 1060), онук Ярослава I Мудрого. Один із найвідоміших учасників князівських усобиць.

## Життєпис

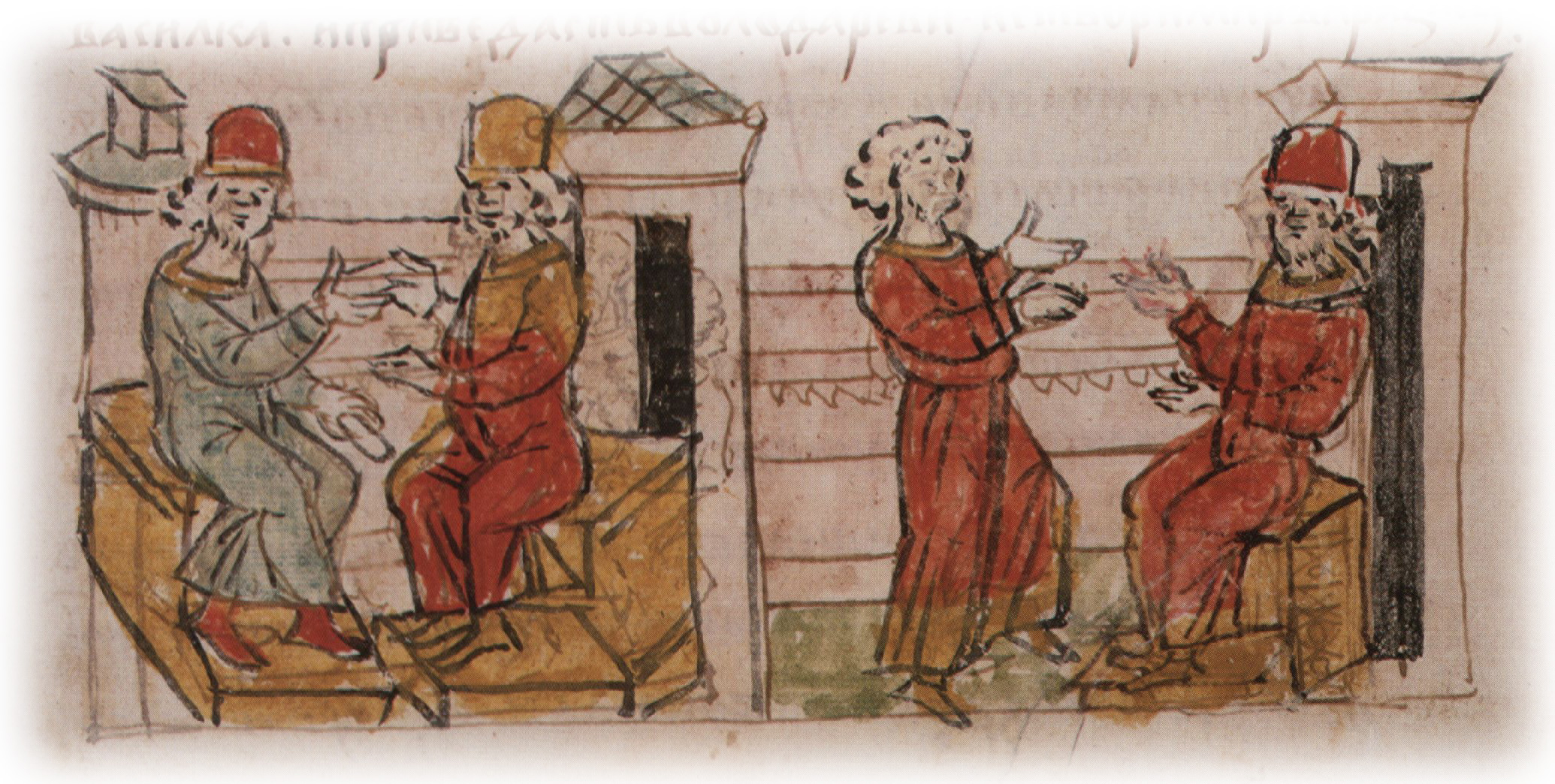
Бесіда Давида Волинського з Володарем Перемишльським

В 1084 році одержав від Великого князя Київського Всеволода I в уділ місто Дорогобуж на Волині.
Після смерті Ярополка Ізяславича (†1087) отримав Волинське князівство.
У порозумінні з Святополком II Ізяславичем намагався відняти Галицьке князівство від Володаря й Василька Ростиславичів.
Переслідуваний князями за осліплення 1097 року теребовлянського князя Василька Ростиславича, втік до Польщі. Незабаром повернувся до Володимира, але, коли військо великого князя київського Святополка II обложило місто, Давид Ігорович змушений був віддати його.
Продовжував вести боротьбу за волинський престол. 1099 року Давид Ігорович закликав собі на допомогу половецького хана Боняка і при його підтримці здобув Володимир і Луцьк. На Витечівському з'їзді 1100 року за осліплення Василька був позбавлений цього володіння.
Замість Володимира одержав волинські міста Бузьк, яке зробив стольним градом, Острог, Дубен і Чорторийськ, а незабаром Дорогобуж, де й помер.
За одними літописними даними, був похований 29 травня 1112 року в церкві св. Богородиці «Влахѣрнѣ» на Клові. За іншими, рештки князівського поховання, знайдені у 1937—1938 роках при розкопках заснованого ним Давид-Городка, імовірно могли належати Давидові Ігоровичу.

## Сини
- Всеволодко († 1141) — князь городенський (бл. 1113—1141). У 1116 році одружився з Агатою, дочкою Володимира II Мономаха. Походження князя невідоме, за найпопулярнішою версією він був сином Давида Ігоровича.
- Ігор Давидович († після 1150).

## Вшанування пам'яті
У 1997 році у місті Любеч був відкритий Пам'ятник Любецькому з'їзду князів. Серед осіб на пам'ятнику зокрема зображений Давид Ігорович.